# جيسي ليو
جيسي ليو (بالإنجليزية: Jessie Liu)‏ هي منتجة تلفزيونية أمريكية، ولدت في 3 سبتمبر 1981 في نيويورك في الولايات المتحدة.

## وصلات خارجية
- الموقع الرسمي
- جيسي ليو على موقع IMDb (الإنجليزية)